# Frau tv

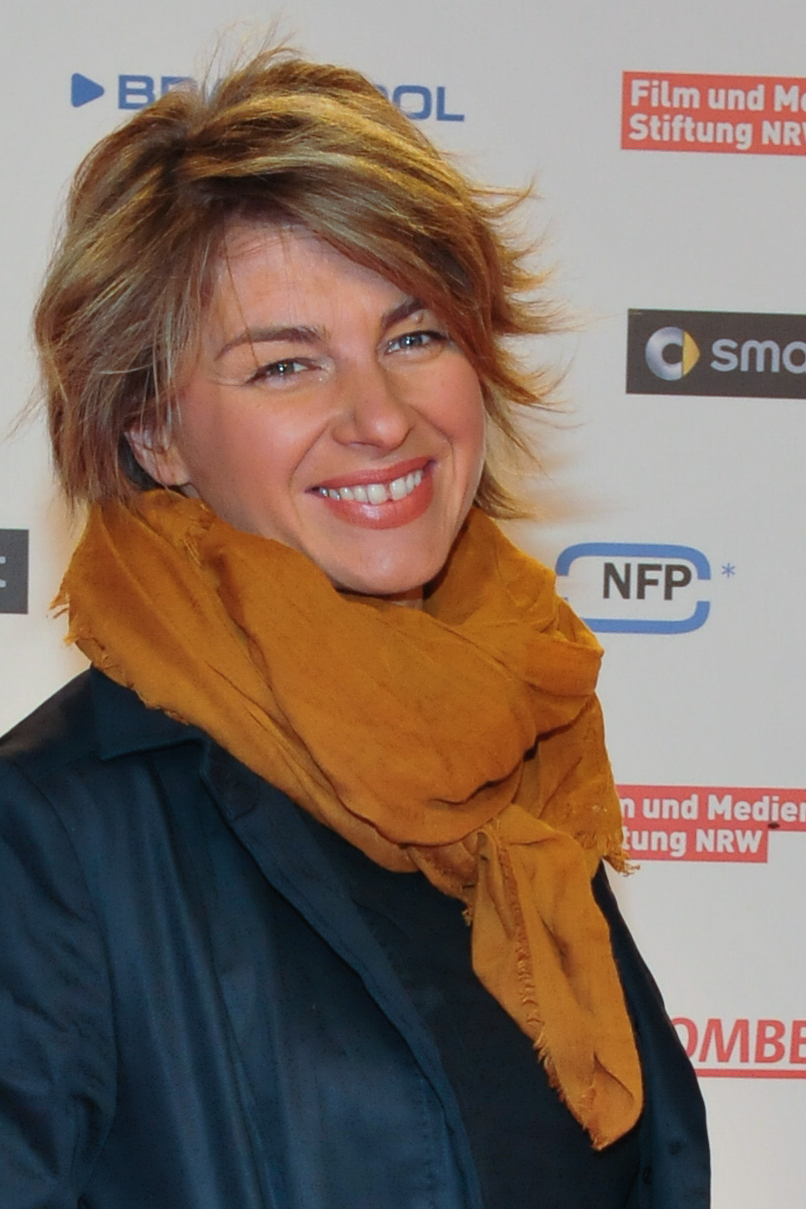
Sabine Heinrich (2014)

Frau tv ist ein Fernsehmagazin des Westdeutschen Rundfunks in Köln. Unter diesem Titel läuft die Sendung seit 1997 und wird donnerstags um 22 Uhr im WDR Fernsehen ausgestrahlt. Die Sendung wird im Wechsel von Lisa Ortgies und Sabine Heinrich moderiert.

## Konzept
Die Fernsehsendung erhebt den Anspruch, die Lebenswirklichkeit von Frauen darzustellen. Inhalte der Sendung sind Informationen aus Gesellschaft, Wirtschaft, Politik und Medizin, die speziell an Frauen gerichtet sind. Frau tv berichtet über Ungerechtigkeiten, die Frauen heute noch widerfahren. So sind Themen wie Lohnungleichheit, die Schwierigkeiten von Alleinerziehenden und die besondere Situation muslimischer Frauen in Deutschland feste Bestandteile dieses Formats.
Frau tv ist – seit die, mittlerweile eingestellte, ZDF-Sendung ML Mona Lisa sich 2011 thematisch neu aufstellte – das einzige Frauenmagazin im deutschen Fernsehen. In jeder Ausgabe werden mehrere Themen behandelt. Im Format sind auch Servicethemen enthalten.

## Mann tv
Seit 2015 wird das Magazin ein bis zwei Mal im Jahr auch als Mann tv ausgestrahlt und behandelt Themen, die speziell an Männer gerichtet sind. Die Moderation übernimmt immer ein anderer prominenter Mann. 

### Episodenliste von Mann tv
Seit 2015 wurden 13 Ausgaben Mann tv ausgestrahlt.

| Nr. | Gastmoderator      | Premiere D                    |
| --- | ------------------ | ----------------------------- |
| 1   | Knacki Deuser      | 3. Sep. 2015 (WDR Fernsehen)  |
| 2   | Peter Lohmeyer     | 14. Jan. 2016 (WDR Fernsehen) |
| 3   | Hans Sarpei        | 2. Juni 2016 (WDR Fernsehen)  |
| 4   | Oliver Mommsen     | 22. Sep. 2016 (WDR Fernsehen) |
| 5   | Jörg Thadeusz      | 30. Nov. 2017 (WDR Fernsehen) |
| 6   | Wolfgang Niedecken | 15. Feb. 2018 (WDR Fernsehen) |
| 7   | Marco Schreyl      | 8. Nov. 2018 (WDR Fernsehen)  |
| 8   | Miroslav Nemec     | 10. Okt. 2019 (WDR Fernsehen) |
| 9   | Hannes Jaenicke    | 24. Sep. 2020 (WDR Fernsehen) |
| 10  | Torsten Sträter    | 6. Mai 2021 (WDR Fernsehen)   |
| 11  | Sven Plöger        | 7. Apr. 2022 (WDR Fernsehen)  |
| 12  | Björn Freitag      | 23. Mär. 2023 (WDR Fernsehen) |
| 13  | Guido Cantz        | 16. Nov. 2023 (WDR Fernsehen) |